# 蜂須賀正氏

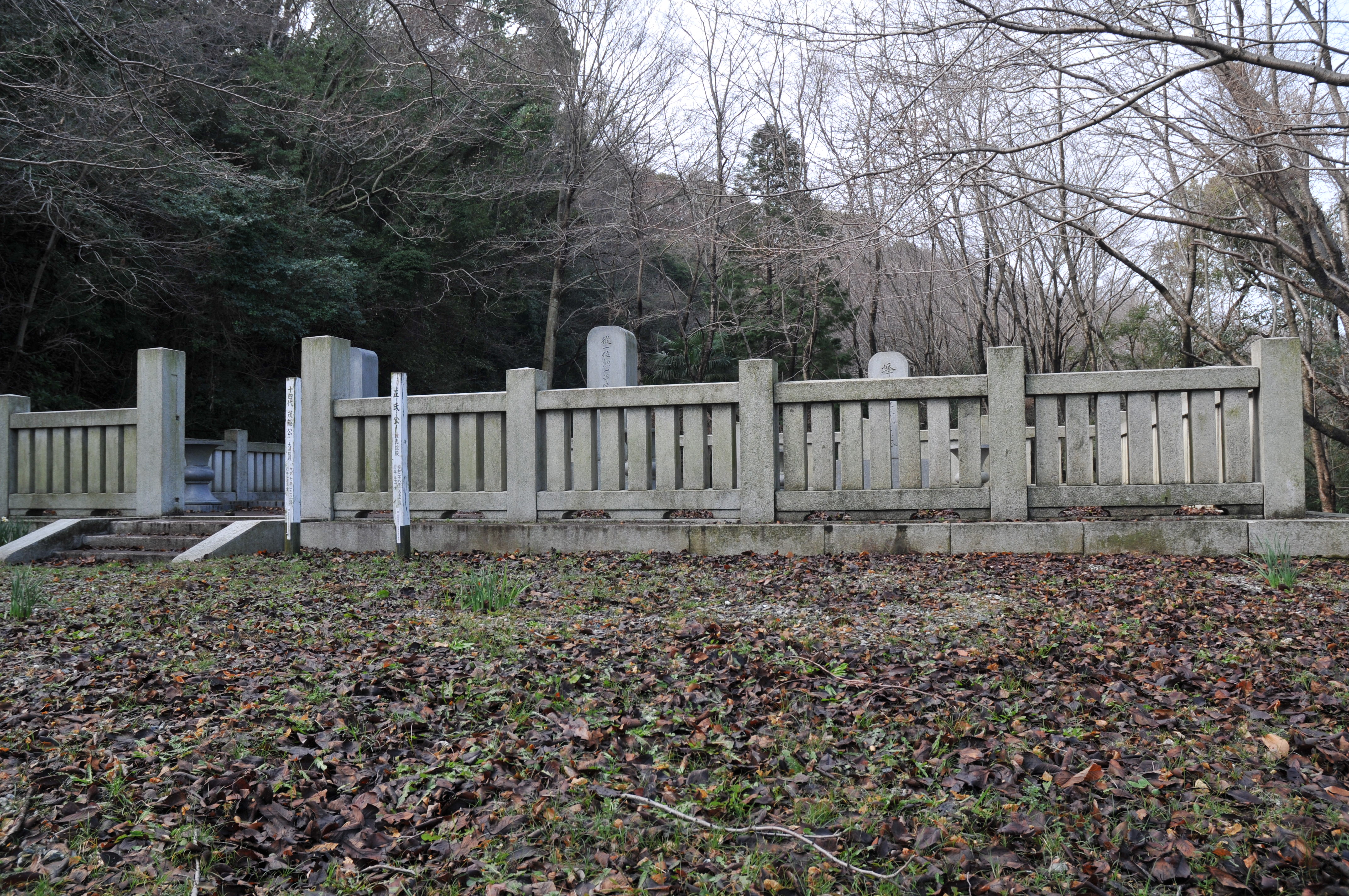
万年山墓所の蜂須賀茂韶夫妻と正氏の墓

蜂須賀 正氏（はちすか まさうじ、1903年（明治36年）2月15日 - 1953年（昭和28年）5月14日）は、日本の鳥類学者、華族（侯爵）、貴族院議員、探検家、飛行家。絶滅鳥ドードー研究の権威として知られた他、沖縄本島と宮古島との間に引かれた生物地理学上の線である蜂須賀線に名をとどめている。徳川家斉の玄孫。
旧徳島藩藩主・蜂須賀家の当主。蜂須賀小六から数えて第18代目にあたる。

## 生涯
1903年（明治36年）2月15日、東京で誕生した。父・蜂須賀正韶は侯爵、貴族院副議長。母・筆子は徳川慶喜の四女。長姉・年子はデザイナー。
お印は椿、後に兜。
学習院初等科に入った頃から生物に著しい関心を示し、先輩の黒田長禮に出会ってから鳥類学に志す。1919年、学習院中等科在学中、日本鳥学会に参加。鳥打を好み、解剖して楽しんだが、その後、邸内に広大なケージを作って多くの鳥を飼い、交配によって新種ができないか研究した。
1920年9月に渡英。1921年、父の母校であるケンブリッジ大学モードリン・カレッジに入学。政治学を修めるという口実だったが、もっぱら鳥類の研究に没頭し、大英博物館や剥製店や古書店に通い詰める。銀行家ロスチャイルド家の出身で『絶滅鳥大図説』の著者である動物学者の英国貴族第2代ロスチャイルド男爵ウォルター・ロスチャイルドと親交を結ぶ。
また、探検隊を結成し、アイスランドやモロッコ、アルジェリア、エジプト、コンゴ、南米、東南アジアなどを踏破。1928年、英国から一時帰国中に、有尾人を求めてフィリピンでジャングル探検を決行した。
卒業論文は「鳳凰とは何か」で、伝説上の霊鳥鳳凰のモデルを、カンムリセイランとした。一時帰国したのは、ある皇族家との婚姻話のためだったが、滞英中の生活ぶりに父親が怒り、破談となり、廃嫡させられそうになる。
1928年、渡瀬庄三郎と共に日本生物地理学会を設立。同年、東京帝国大学の松村瞭から依頼を受け、フィリピン探検で有尾人探索調査を行う。正氏がマラリアに感染し、不首尾に終わる。東南アジアの島々で生物相を調べていくうちにウォーレス線と同様の生物の構成が異なってくる境界を発見、有尾人への関心は以後薄れていく。
1930年、再び渡欧。同年、ベルギー政府探検隊のアフリカ探検に同行し、コンゴで、日本人として初めて野生ゴリラと対面した。
1932年12月31日、父・正韶が死去。それに伴い、1933年2月3日、一時帰国。1933年2月15日に襲爵し、同日、貴族院議員に就任する（1943年12月9日まで在任）。
同年10月23日、蜂須賀家が所有する美術品の大きな売立（オークション）があった。これは蜂須賀家が北海道雨竜郡雨竜町で経営する蜂須賀農場において長年続いた小作争議等による借財や、正氏自身の様々な「道楽」による借財等が重なっての売却であろうとみられている。主な売立品は以下。
- 紫式部日記絵巻（蜂須賀家本）
- 西行物語絵巻[13][14]
- 子日蒔絵棚 伝本阿弥光悦作[15]
- 豊国祭礼図屏風 伝岩佐又兵衛作[16]
- 太刀 正恒[17]

東京三田二丁目（旧：三田綱町）の敷地5万坪の旧邸の一部は、1950年暮にオーストラリア政府に売却され、現在は駐日オーストラリア大使館となっている。
1945年7月、爵位を返上した。
1953年、日本生物地理学会の会長に就任。畢生の論文「ドードーとその一族、またはマスカリン群島の絶滅鳥について」（1953年）を北海道大学に提出、理学博士の学位を取得した。
同年5月、死去。享年50。墓所は蜂須賀家歴代の墓所のある徳島市の万年山墓地。法名は理光院。
- 熱海には江戸時代から蜂須賀家別邸があり、正氏は昭和初期から熱海に住んでいた。2018年現在、その別邸跡地（熱海市上宿町）には東京電力伊豆支社熱海営業センターや熱海市立図書館などがある。
- 1923年（大正12年）の関東大震災で蜂須賀家の敷地に湧いた源泉の量が多すぎたため、行政に管理を依頼したものが熱海市営温泉の第一号となる「蜂須賀湯」[20]。これをきっかけに熱海では源泉の町管理が進み、住人であれば誰でも町有温泉から内湯を引くことができるようになった[21]。

鳥類関係の遺品については山階鳥類研究所などに寄贈。蜂須賀家伝来品や正氏遺品などの一部は、遺族により徳島城博物館（徳島市）に寄贈された。

## 醜聞
1933年、交際していた女性が自殺未遂を起こした事件で非難を浴びる。
自ら資格を取得して飛行機を操縦し、1934年には空路で単身ポーランドに渡るなど、豪快な行動力で人気を集めたが、派手な女性関係で顰蹙を買う。同年、財産を秘密裏に米国に移そうとして物議をかもしたこともあった。
1935年に再び外遊の旅へ出発し、そのまま病気と称して米国に居つくも、スピード違反で拘留を受ける。その後、帰国して静岡県熱海市の別荘に居を構えたが、1943年11月30日、品行不良ゆえに宮内省から華族礼遇停止処分を受けた。
戦争末期には自家用機で日本脱出を計画して問題となったり、子爵高辻正長と共謀して白金の密輸に関与した廉で検察の取調べを受けたりするなど醜聞にまみれ、「醜類有爵者」と嘲笑された。密輸の件では1945年5月10日に国家総動員法違反容疑で起訴。1945年7月28日、敗戦直前に爵位を返上して平民となる。
戦後は、在米中に結婚した智恵子夫人との壮絶な離婚訴訟や、遺産相続の揉め事、財宝の行方不明事件、横井英樹への貸し金をめぐる訴訟などで週刊誌に数多くのゴシップを提供した。

## 家族
北白川宮成久王の第一王女・美年子女王との婚約が内定するも、のちにこれは破談となった。
1939年3月10日、永峰智恵子（永峰治之の長女、1909年1月20日生 - 1996年5月27日没）と入籍、結婚式の引き出物には、ドードーの絵皿が親しい友人に贈られた。
長女・正子（蜂須賀家19代当主、1941年1月7日生）がいる。

### 兄弟姉妹
（出典：『昭和新修華族家系大成』）
- 正氏
- 年子（1896年12月 - 1970年11月） - 松平康春の妻、のち離婚
- 笛子（1898年12月 - 1937年9月） - 松田正之の妻、のち離婚
- 小枝子 - 佐竹義種の妻

## 顕彰
- 1934年（昭和9年）4月29日 勲四等瑞宝章を贈られる[25]。
- 1935年（昭和10年）3月1日 従四位に叙せられる[25]。
- 1937年（昭和12年）3月16日 Ph.D.(博士号)をインド・アンゴラ大学より受領[25]。
- 1937年（昭和12年） Sc.D.(博士号)を米カリフォルニア大学ロサンゼルス校より授与[25]。
- 1937年（昭和12年）12月23日 ブルガリア国政府より贈与された「グラン、クロア、サンタレキサンドル勲章」の佩用が許可される[25]。
- 1940年（昭和15年）3月15日 正四位に叙せられる[25]。
- 1942年（昭和17年）5月12日 勲三等瑞宝章を贈られる[25]。
- 1943年（昭和18年）11月30日 華族礼遇停止および爵位の返上を命じられる[25]。
- 1953年（昭和28年）韓国のクモ類研究家が、ある種のクモの分布境界に注目し、沖縄諸島と先島諸島の間に分布区境界を引くことを提唱した。これは「ハチスカ線 hachisuka line」[2]と呼ばれている[26]。
- 2004年（平成15年）4月13日 日本生物地理学会は、立教大学での大会で「蜂須賀正氏生誕百年記念シンポジウム」を開催、学会の創立者の顕彰と再評価を行った。

## 著書

### 単著
- 『埃及産鳥類』日本鳥学会〈日本鳥学叢書 第11編〉、1926年3月。 NCID BA32243607。全国書誌番号:77019831。
- 『比律賓産鳥類』 No.1、日本鳥学会〈日本鳥学会叢書 No.13〉、1929年12月。 NCID BA67637449。全国書誌番号:22049781。
- 『比律賓産鳥類』 No.2、日本鳥学会〈日本鳥学会叢書 No.14〉、1930年2月。 NCID BA67637449。全国書誌番号:22049781。
- 『南の探検』千歳書房、1943年5月。 NCID BN07850133。全国書誌番号:46007400 全国書誌番号:60002216。
  - 『南の探検』平凡社〈平凡社ライブラリー 570〉、2006年3月。ISBN 9784582765700。 NCID BA76150139。全国書誌番号:21012846。
- 『世界の涯』酣灯社、1950年12月。 NCID BA43475761。全国書誌番号:51000735。
- 『密林の神秘 熱帯に奇鳥珍獣を求めて』法政大学出版局、1954年3月。 NCID BN08102451。全国書誌番号:54002645。[注 4]
- 『世界の涯 幻の鳥たちを求めて 蜂須賀正氏博物随想』善渡爾宗衛・小野塚力校訂、我刊我書房、2015年3月。全国書誌番号:22787930。
- 『世界一の珍しい鳥 破格の人〈ハチスカ・マサウジ〉博物随想集』杉山淳 編、原書房、2017年7月。ISBN 9784562054206。 NCID BB24325645。全国書誌番号:22936219。
- 『鳥の棲む氷の国 蜂須賀正氏随筆集』小野塚力 編、我刊我書房、2018年10月。 NCID BB26851514。

### 共編
- 岡田弥一郎共 編『紅頭嶼生物相』日本生物地理学会、1932年12月。 NCID BN13055532。
- 岡田弥一郎共 編『琉球列島の生物相』日本生物地理学会、1938年3月。全国書誌番号:79030508。

## 論文
- 「英吉利国の雉類について」『鳥』第3巻第12・13号、日本鳥学会、1922年3月、111-119頁、doi:10.3838/jjo.3.12-13_111、NAID 130003433213。
- 「オガサハラマシコに就て」『鳥』第3巻第12・13号、日本鳥学会、1922年3月、59-60頁、doi:10.3838/jjo.3.12-13_59、NAID 130003433228。
- 「質疑応答」『鳥』第3巻第14号、日本鳥学会、1922年3月、249-250頁、doi:10.3838/jjo.3.14_249、NAID 130003605899。
- 「稀れなる雉類Rheinardius ocellatusに就て」『鳥』第3巻第15号、日本鳥学会、1923年7月、263-266頁、doi:10.3838/jjo.3.15_263、NAID 130003605901。
- 「鳳凰とは何か（鸞其他について）」『鳥』第4巻第16・17号、日本鳥学会、1924年6月、110-120頁、doi:10.3838/jjo.4.110、NAID 130003605966。
- 「ネズミガンは本邦に産せず」『鳥』第4巻第18号、日本鳥学会、1924年10月、183-189頁、doi:10.3838/jjo.4.18_183、NAID 130003605981。
- 「瑞西に於けるシロハラアマツバメApus melba melba（L.）の繁殖」『鳥』第4巻第19号、日本鳥学会、1925年4月、265-268頁、NAID 130003605995。
- 「キタアチジは存在せず」『鳥』第4巻第19号、日本鳥学会、1925年4月、297-298頁、doi:10.3838/jjo.4.19_297、NAID 130003606000。
- 「鸐雉属の特徴の記載」『鳥』第4巻第20号、日本鳥学会、1925年、335-336頁、doi:10.3838/jjo.4.20_335、NAID 130003606010。
- 「黒雁属に関して（黒田博士に答ふ）」『鳥』第4巻第20号、日本鳥学会、1925年、351-353頁、doi:10.3838/jjo.4.20_351、NAID 130003606012。
- 「ハシビロコウBalaeniceps rex Gould の話」『鳥』第4巻第20号、日本鳥学会、1925年、375-384頁、doi:10.3838/jjo.4.20_375、NAID 130003606016。
- 鷹司信輔、蜂須賀正氏「オホジウイチは日本に産せず」『鳥』第5巻第21号、日本鳥学会、1926年5月、34頁、doi:10.3838/jjo1915.5.34、NAID 130003433258。
- 「欧羅巴に於ける鵠の話」『鳥』第5巻第22号、日本鳥学会、1926年12月、133-143頁、doi:10.3838/jjo1915.5.22_133、NAID 130003606031。
- 「ヤマドリの近似属に就て」『鳥』第5巻第22号、日本鳥学会、1926年12月、95-100頁、doi:10.3838/jjo1915.5.22_95、NAID 130003606036。
- 「内地の原野に於て高麗雉の繁殖するを歎く」『鳥』第5巻第22号、日本鳥学会、1926年12月、148-151頁、doi:10.3838/jjo1915.5.22_148、NAID 130003606038。
- 「鳥類群棲の鳴声」『鳥』第5巻第22号、日本鳥学会、1926年12月、173-174頁、doi:10.3838/jjo1915.5.22_173、NAID 130003606045。
- 「英領北ボルネヲの黄鳥」『鳥』第5巻第22号、日本鳥学会、1926年12月、176-177頁、doi:10.3838/jjo1915.5.22_176、NAID 130003606047。
- 「Sassius simplexの発見に至るまで」『鳥』第5巻第24号、日本鳥学会、1927年11月、368-370頁、doi:10.3838/jjo1915.5.24_368、NAID 130003606051。
- 「主として狩猟鳥類に見らるゝ色彩の変異」『動物学雑誌』第40巻第479号、東京動物学会、1928年9月、377-382頁、NAID 110003333155。
- 「鳥類に見られる突変化種の説明」『鳥』第5巻第25号、日本鳥学会、1928年3月、411-418頁、doi:10.3838/jjo1915.5.25_411、NAID 130003606062。
- 「布哇に於ける羽毛製品」『鳥』第5巻第25号、日本鳥学会、1928年3月、485-489頁、doi:10.3838/jjo1915.5.25_485、NAID 130003606067。
- 「布哇鳥類雑録」『鳥』第5巻第25号、日本鳥学会、1928年3月、496-499頁、doi:10.3838/jjo1915.5.25_496、NAID 130003606068。
- 「再びヲガサハラマシコを論ず」『鳥』第6巻第29号、日本鳥学会、1930年4月、268-269頁、doi:10.3838/jjo1915.6.29_268、NAID 130003606106。
- 「アイスランド産鳥類」『鳥』第6巻第29号、日本鳥学会、1930年4月、275-293頁、doi:10.3838/jjo1915.6.29_275、NAID 130003606107。
- 「スミレキジ北海道に移入さる」『鳥』第8巻第38号、日本鳥学会、1934年4月、276-277頁、doi:10.3838/jjo1915.8.38_276、NAID 130003606176。
- 「蜂須賀山鶏に就て」『鳥』第10巻第49号、日本鳥学会、1939年12月、443-445頁、doi:10.3838/jjo1915.10.443、NAID 130003433094。
- 「ロンドン便り（時報）」『動物学雑誌』第52巻第3号、東京動物学会、1940年3月、133-134頁、NAID 110004722269。
- 「日本人の手によつて記録された鳥類」『鳥』第11巻第53・54号、日本鳥学会、1942年12月、270-351頁、doi:10.3838/jjo1915.11.270、NAID 130003433114。
- 「ガンとハクテウとの雑種」『鳥』第11巻第53・54号、日本鳥学会、1942年12月、463-464頁、doi:10.3838/jjo1915.11.463、NAID 130003433116。
- 「モア（恐鳥）の復旧画」『鳥』第12巻第56号、日本鳥学会、1948年3月、19-22頁、doi:10.3838/jjo1915.12.19、NAID 130003605418。
- 「稀なる渡鳥の新産地」『鳥』第13巻第60号、日本鳥学会、1950年12月、21-24頁、doi:10.3838/jjo1915.13.21、NAID 130003605446。
- 「コジユケイの白変について」『鳥』第13巻第61号、日本鳥学会、1952年、15-16頁、doi:10.3838/jjo1915.13.61_15、NAID 130003605451。
- 「ノトーニスの雛」『鳥』第13巻第61号、日本鳥学会、1952年、24-28頁、doi:10.3838/jjo1915.13.61_24、NAID 130003605459。
- 「キジとヤマドリの雑種について」『鳥』第13巻第62号、日本鳥学会、1953年8月、40-43頁、doi:10.3838/jjo1915.13.62_40、NAID 130003605463。
- 「ツバメチドリの記録」『鳥』第13巻第62号、日本鳥学会、1953年8月、52-55頁、doi:10.3838/jjo1915.13.62_52、NAID 130003605473。

### 博士論文
- 「ドド及び近縁鳥類の研究」、北海道大学、1950年1月28日、NAID 500000491508。

## 関連文献
- 蜂須賀年子『大名華族』三笠書房 1957年
- 『南の探検』 平凡社ライブラリー、2006年3月。著書新版、図版多数
- 村上紀史郎 『絶滅鳥ドードーを追い求めた男 空飛ぶ侯爵、蜂須賀正氏』藤原書店 2016年7月。初の評伝